# Prosto Lera
Prosto Lera (zapis stylizowany: prosto Lera; ros. просто Лера), właściwie Walerija Każukowskaja Siergiejewna (ros. Валерия Кажуховская Сергеевна; ur. 14 czerwca 2001 w Mińsku) – białoruska piosenkarka, raperka i autorka tekstów.

## Życiorys

### Młodość
Urodziła się 14 czerwca 2001 roku w Mińsku na Białorusi.
Lera śpiewała od najmłodszych lat, mimo tego nie wiązała z tym przyszłości, a także nie planowała rozwijać się w tym kierunku. W okresie dojrzewania w związku z nieprzyjemnymi wydarzeniami w życiu osobistym zaczęła tworzyć utwory by uciec od własnych zmartwień. Po ukończeniu szkoły zdecydowała się rozwijać muzycznie.

### 2019: Udział w przesłuchaniach do Kaufman Label
Wiosną 2019 roku wytwórnia Kaufman Label zaprosiła na przesłuchania młodych próbujących swoich sił w muzyce początkujących wokalistów. Dziewczyna została wówczas jedną z wybranych i dzięki temu mogła zacząć tworzyć pod szyldem wytwórni. Pod nakładem wytwórni 13 listopada 2019 roku wydała debiutancki singiel pt. „Silno”. Utwór ten nie odniósł jednak sukcesu, a większe zainteresowanie wokół wokalistki pojawiło się w rosyjskim Internecie po tym, gdy nagrała utwór pt. „Minuta weczera” z białoruskim piosenkarzem i raperem Timą Belorusskihem.
Pierwszy koncert solowy wokalistki odbył się w rosyjskim mieście Riazań.
31 grudnia 2019 wystąpiła na żywo podczas rosyjskiego koncertu sylwestrowego SnowPati 5 w Moskwie organizowanego przez rosyjskiego nadawcę publicznego Pierwyj kanał.

### 2020:Ja Tebja Zowu
3 lipca 2020 roku opublikowała w serwisach streamingowych swój debiutancki minialbum pt. „Ja Tebja Zowu”.
9 lipca tego samego roku wydała teledysk do utworu z albumu pt. „Ne zwoni”. 26 lipca wystąpiła na koncercie The Prom 2020 w Mokswie z tym utworem. 
5 października wydała singiel z teledyskiem pt. „Lutiki”, który jako pierwszy solowy utwór piosenkarki zaczął notować na listach przebojów TopHit.
25 listopada ogłosiła, że w 2021 roku wyruszy w trasę koncertową po Rosji, wymieniając przy tym pierwsze siedem miast, a kolejne miała w zamiarze wymieniać wkrótce.
W grudniu została ogłoszona jedną z pięćdziesięciu gości specjalnych na koncercie sylwestrowym SnowPati 20/21 w Moskwie.

### 2021:Pohoda Ljubyt'iValerie
12 marca 2021 roku Walerija zaprezentowała pierwszy album studyjny pt. „Pohoda Ljubyt'”, na którym znalazło się jedenaście utworów. Tego samego dnia wokalistka odbyła swój pierwszy solowy koncert w Moskwie, jednocześnie miał on promować jej najnowszy album.
12 listopada 2021 wokalistka zaprezentowała drugi album studyjny pt. „Valerie”, na którym znalazło się dwanaście nowych utworów oraz jeden wcześniej opublikowany singiel – „Mne 20”.

## Życie prywatne
Wokalistka stara się unikać publikowania informacji ze swojego życia prywatnego. Nie jest mężatką oraz nie ma dzieci. Mieszka w Mińsku. 

## Dyskografia

### Albumy studyjne
| Rok  | Album                                                                                                   | Certyfikat             | Sprzedaż       |
| ---- | --- | ---------------------- | -------------- |
| 2021 | Pohoda Ljubyt’ - Wydany: 12 marca 2021 - Wytwórnia: Kaufman Label - Format: digital download, streaming | - RUS: platynowa płyta | - RUS: 50,000+ |
| 2021 | Valerie - Wydany: 12 listopada 2021 - Wytwórnia: Kaufman Label - Format: digital download, streaming    | brak                   | brak danych    |
| 2023 | Prospis’ - Wydany: 17 marca 2023 - Wytwórnia: Kaufman Label - Format: digital download, streaming       | brak                   | brak danych    |

### Albumy koncertowe
| Rok  | Tytuł |
| ---- | --- |
| 2023 | Onlajn koncert (Live) - Data wydania: 9 lutego 2023 - Wytwórnia: Kaufman Label - Format: digital download · streaming |

### Minialbumy
| Rok  | EP |
| ---- | --- |
| 2020 | Ja Tebja Zowu - Wydany: 3 lipca 2020 - Wytwórnia: Kaufman Label - Format: digital download, streaming |

### Single

#### Jako główna artystka
| Rok                                                      | Tytuł                          | Najwyższe pozycje na listach | Najwyższe pozycje na listach | Najwyższe pozycje na listach | Najwyższe pozycje na listach | Certyfikat                | Sprzedaż       | Album                        |
| Rok                                                      | Tytuł                          | UKR                          | UKR                          | WNP                          | WNP                          | Certyfikat                | Sprzedaż       | Album                        |
| Rok                                                      | Tytuł                          | YouTube                      | All Media                    | YouTube                      | All Media                    | Certyfikat                | Sprzedaż       | Album                        |
| -------------------------------------------------------- | ------------------------------ | ---------------------------- | ---------------------------- | ---------------------------- | ---------------------------- | ------------------------- | -------------- | ---------------------------- |
| 2019                                                     | „Silno”                        | –                            | –                            | –                            | –                            | brak                      | brak danych    | –                            |
| 2019                                                     | „Puste zerkala”                | –                            | –                            | –                            | –                            | brak                      | brak danych    | –                            |
| 2020                                                     | „Na wsju katuszku”             | –                            | –                            | –                            | –                            | brak                      | brak danych    | –                            |
| 2020                                                     | „Byt ljubimym”                 | –                            | –                            | –                            | –                            | brak                      | brak danych    | –                            |
| 2020                                                     | „Kajwej”                       | –                            | –                            | –                            | –                            | brak                      | brak danych    | –                            |
| 2020                                                     | „Lutiki”                       | 27                           | 53                           | 70                           | 431                          | - RUS: 2× platynowa płyta | - RUS: 20,000+ | Pohoda Ljubyt'               |
| 2020                                                     | „Swetofory”                    | –                            | –                            | –                            | –                            | - RUS: złota płyta        | - RUS: 5,000+  | –                            |
| 2020                                                     | „Kolodnij dozd”                | –                            | –                            | –                            | –                            | brak                      | brak danych    | –                            |
| 2020                                                     | „Chajki nad Moskwoj'”          | –                            | –                            | –                            | –                            | brak                      | brak danych    | –                            |
| 2021                                                     | „Adik”                         | –                            | –                            | –                            | –                            | brak                      | brak danych    | Pohoda Ljubyt'               |
| 2021                                                     | „Motylki”                      | –                            | –                            | –                            | –                            | brak                      | brak danych    | –                            |
| 2021                                                     | „Prowoda”                      | –                            | –                            | –                            | –                            | brak                      | brak danych    | –                            |
| 2021                                                     | „Mne 20”                       | –                            | –                            | –                            | –                            | brak                      | brak danych    | Valerie                      |
| 2021                                                     | „Ostaw menca odnu”             | –                            | –                            | –                            | –                            | brak                      | brak danych    | Patsanki (ścieżka dźwiękowa) |
| 2022                                                     | „Pistolety”                    | –                            | –                            | –                            | –                            | brak                      | brak danych    | –                            |
| 2022                                                     | „Dewoczka s pleyerom”          | –                            | –                            | –                            | –                            | brak                      | brak danych    | –                            |
| 2022                                                     | „Yunost’”                      | –                            | –                            | –                            | –                            | brak                      | brak danych    | –                            |
| 2022                                                     | „Sigarety”                     | –                            | –                            | –                            | –                            | brak                      | brak danych    | –                            |
| 2022                                                     | „Pesnja pro ng”                | –                            | –                            | –                            | –                            | brak                      | brak danych    | –                            |
| 2023                                                     | „Wzroslj'e” (oraz Dead Blonde) | –                            | –                            | –                            | –                            | brak                      | brak danych    | –                            |
| 2023                                                     | „Okna”                         | –                            | –                            | –                            | –                            | brak                      | brak danych    | –                            |
| „–” oznacza, że singel nie był notowany na danej liście. |                                |                              |                              |                              |                              |                           |                |                              |

#### Jako gościnna artystka
| Rok                                                      | Tytuł                                                       | Najwyższa pozycja na liście | Album |
| Rok                                                      | Tytuł                                                       | WNP                         | Album |
| Rok                                                      | Tytuł                                                       | All Media                   | Album |
| -------------------------------------------------------- | ----------------------------------------------------------- | --------------------------- | ----- |
| 2019                                                     | „Wozwraszczaj'us' Domoj'” (DMT, gościnnie: prosto Lera)     | –                           | –     |
| 2019                                                     | „Minuta weczera” (Tima Belorusskih, gościnnie: prosto Lera) | 911                         | –     |
| „–” oznacza, że singel nie był notowany na danej liście. |                                                             |                             |       |

#### Notowane utwory wserwisach streamingowych
| Rok                                                     | Tytuł                                                       | Najwyższe pozycje na listach | Najwyższe pozycje na listach | Najwyższe pozycje na listach | Najwyższe pozycje na listach | Najwyższe pozycje na listach | Najwyższe pozycje na listach | Najwyższe pozycje na listach | Najwyższe pozycje na listach | Najwyższe pozycje na listach | Najwyższe pozycje na listach | Najwyższe pozycje na listach | Najwyższe pozycje na listach | Najwyższe pozycje na listach | Najwyższe pozycje na listach | Najwyższe pozycje na listach | Najwyższe pozycje na listach | Najwyższe pozycje na listach | Najwyższe pozycje na listach | Najwyższe pozycje na listach | Najwyższe pozycje na listach | Najwyższe pozycje na listach | Najwyższe pozycje na listach | Najwyższe pozycje na listach | Najwyższe pozycje na listach | Najwyższe pozycje na listach | Najwyższe pozycje na listach | Najwyższe pozycje na listach | Najwyższe pozycje na listach | Najwyższe pozycje na listach | Najwyższe pozycje na listach | Najwyższe pozycje na listach | Najwyższe pozycje na listach | Najwyższe pozycje na listach | Album                        |
| Rok                                                     | Tytuł                                                       | Apple Music                  | Apple Music                  | Apple Music                  | Apple Music                  | Apple Music                  | Apple Music                  | Apple Music                  | Apple Music                  | Apple Music                  | Apple Music                  | Apple Music                  | Apple Music                  | Apple Music                  | Apple Music                  | iTunes                       | iTunes                       | iTunes                       | iTunes                       | iTunes                       | iTunes                       | iTunes                       | iTunes                       | iTunes                       | iTunes                       | iTunes                       | iTunes                       | iTunes                       | iTunes                       | iTunes                       | iTunes                       | Spotify                      | Spotify Viral                | Spotify Viral                | Album                        |
| Rok                                                     | Tytuł                                                       | BLR                          | ARM                          | AZE                          | EST                          | LTU                          | LAT                          | KAZ                          | KGZ                          | MDA                          | RUS                          | TJK                          | TKM                          | UKR                          | UZB                          | BLR                          | CZE                          | EST                          | FIN                          | GRE                          | NLD                          | IRL                          | ISR                          | LAT                          | KAZ                          | MDA                          | PAN                          | POL                          | RUS                          | UKR                          | UZB                          | UKR                          | EST                          | LAT                          | Album                        |
| ------------------------------------------------------- | ----------------------------------------------------------- | ---------------------------- | ---------------------------- | ---------------------------- | ---------------------------- | ---------------------------- | ---------------------------- | ---------------------------- | ---------------------------- | ---------------------------- | ---------------------------- | ---------------------------- | ---------------------------- | ---------------------------- | ---------------------------- | ---------------------------- | ---------------------------- | ---------------------------- | ---------------------------- | ---------------------------- | ---------------------------- | ---------------------------- | ---------------------------- | ---------------------------- | ---------------------------- | ---------------------------- | ---------------------------- | ---------------------------- | ---------------------------- | ---------------------------- | ---------------------------- | ---------------------------- | ---------------------------- | ---------------------------- | ---------------------------- |
| 2019                                                    | „Puste zerkala”                                             | –                            | –                            | –                            | –                            | –                            | –                            | –                            | –                            | –                            | –                            | 146                          | –                            | –                            | –                            | –                            | –                            | –                            | –                            | –                            | –                            | –                            | –                            | –                            | –                            | –                            | –                            | –                            | –                            | –                            | –                            | –                            | –                            | –                            | –                            |
| 2019                                                    | „Minuta weczera” (Tima Belorusskih, gościnnie: prosto Lera) | 16                           | 43                           | 96                           | 32                           | 76                           | 38                           | –                            | –                            | –                            | –                            | 158                          | 102                          | 7                            | –                            | –                            | –                            | –                            | –                            | –                            | –                            | 90                           | –                            | –                            | –                            | –                            | –                            | –                            | –                            | 16                           | –                            | –                            | –                            | –                            | –                            |
| 2020                                                    | „Na wsju katuszku”                                          | –                            | –                            | –                            | –                            | –                            | –                            | –                            | –                            | –                            | –                            | –                            | –                            | –                            | –                            | –                            | –                            | –                            | –                            | –                            | –                            | –                            | –                            | –                            | –                            | –                            | –                            | –                            | –                            | 86                           | –                            | –                            | –                            | –                            | –                            |
| 2020                                                    | „Byt l’jubimym”                                             | –                            | –                            | –                            | –                            | –                            | –                            | –                            | –                            | –                            | –                            | –                            | –                            | –                            | –                            | 126                          | –                            | –                            | –                            | –                            | –                            | –                            | –                            | –                            | –                            | –                            | –                            | –                            | 123                          | 16                           | –                            | –                            | –                            | –                            | –                            |
| 2020                                                    | „Kajwej”                                                    | –                            | –                            | –                            | –                            | –                            | –                            | –                            | –                            | –                            | –                            | –                            | –                            | –                            | –                            | –                            | –                            | –                            | –                            | –                            | –                            | –                            | –                            | –                            | –                            | –                            | 1                            | –                            | –                            | 81                           | –                            | –                            | –                            | –                            | –                            |
| 2020                                                    | „Ne zwoni”                                                  | 177                          | –                            | –                            | –                            | –                            | –                            | –                            | –                            | –                            | 148                          | –                            | –                            | 157                          | –                            | 151                          | –                            | –                            | –                            | –                            | –                            | –                            | –                            | –                            | 10                           | –                            | –                            | –                            | 62                           | 8                            | –                            | –                            | –                            | –                            | Ja Tebja Zowu (EP)           |
| 2020                                                    | „Neonowy bal”                                               | –                            | –                            | –                            | –                            | –                            | –                            | –                            | –                            | –                            | –                            | –                            | –                            | –                            | –                            | 1                            | –                            | –                            | –                            | –                            | –                            | –                            | –                            | –                            | –                            | –                            | –                            | –                            | –                            | –                            | –                            | –                            | –                            | –                            | Ja Tebja Zowu (EP)           |
| 2020                                                    | „Kaka’ja jest'”                                             | –                            | –                            | –                            | –                            | –                            | –                            | –                            | –                            | –                            | –                            | –                            | –                            | –                            | –                            | –                            | –                            | –                            | –                            | –                            | –                            | –                            | –                            | –                            | 19                           | –                            | –                            | –                            | –                            | 13                           | –                            | –                            | –                            | –                            | Ja Tebja Zowu (EP)           |
| 2020                                                    | „W poiskakh sczast’ja”                                      | –                            | –                            | –                            | –                            | –                            | –                            | –                            | –                            | –                            | –                            | –                            | –                            | –                            | –                            | –                            | –                            | –                            | –                            | –                            | –                            | –                            | –                            | –                            | –                            | –                            | –                            | –                            | –                            | 34                           | –                            | –                            | –                            | –                            | Ja Tebja Zowu (EP)           |
| 2020                                                    | „Silno 2.0”                                                 | –                            | –                            | –                            | –                            | –                            | –                            | –                            | –                            | –                            | –                            | –                            | –                            | –                            | –                            | –                            | –                            | –                            | –                            | –                            | –                            | –                            | –                            | –                            | –                            | 10                           | –                            | –                            | –                            | –                            | –                            | –                            | –                            | –                            | Ja Tebja Zowu (EP)           |
| 2020                                                    | „Lutiki”                                                    | 35                           | –                            | –                            | 15                           | 83                           | 18                           | –                            | –                            | 71                           | 34                           | 67                           | 47                           | 22                           | 160                          | 36                           | 20                           | 5                            | –                            | –                            | –                            | 51                           | –                            | –                            | 13                           | 1                            | –                            | –                            | 33                           | 5                            | –                            | 105                          | 17                           | 21                           | Pohoda Ljubyt’               |
| 2020                                                    | „Swetofory”                                                 | –                            | –                            | –                            | –                            | –                            | –                            | –                            | –                            | –                            | –                            | –                            | –                            | 39                           | –                            | –                            | –                            | –                            | –                            | –                            | –                            | –                            | –                            | –                            | –                            | –                            | –                            | –                            | –                            | –                            | –                            | –                            | –                            | –                            | –                            |
| 2020                                                    | „Lutiki” (soquua Remix)                                     | –                            | –                            | –                            | –                            | –                            | –                            | –                            | –                            | –                            | –                            | 72                           | –                            | –                            | –                            | –                            | –                            | –                            | –                            | –                            | –                            | –                            | –                            | –                            | 30                           | –                            | –                            | –                            | –                            | 6                            | –                            | –                            | –                            | –                            | –                            |
| 2020                                                    | „Kolodnij dozd”                                             | –                            | –                            | –                            | 170                          | –                            | –                            | –                            | –                            | –                            | 81                           | 180                          | 120                          | 117                          | –                            | 99                           | –                            | –                            | –                            | –                            | –                            | –                            | –                            | –                            | –                            | –                            | –                            | –                            | 68                           | 10                           | –                            | –                            | –                            | –                            | –                            |
| 2021                                                    | „Adik”                                                      | 21                           | –                            | –                            | 136                          | 167                          | 142                          | 200                          | 154                          | 109                          | 36                           | 75                           | 64                           | 54                           | 94                           | –                            | –                            | –                            | –                            | –                            | –                            | –                            | –                            | –                            | –                            | –                            | –                            | –                            | 174                          | –                            | –                            | –                            | –                            | –                            | Pohoda Ljubyt’               |
| 2021                                                    | „Korabli”                                                   | –                            | –                            | –                            | –                            | –                            | –                            | –                            | –                            | –                            | –                            | –                            | 65                           | –                            | –                            | 7                            | –                            | –                            | –                            | –                            | –                            | –                            | –                            | –                            | –                            | –                            | –                            | –                            | –                            | –                            | –                            | –                            | –                            | –                            | Pohoda Ljubyt’               |
| 2021                                                    | „Fil’my”                                                    | –                            | –                            | –                            | –                            | –                            | –                            | –                            | –                            | –                            | –                            | 31                           | 106                          | –                            | –                            | –                            | –                            | –                            | –                            | –                            | –                            | –                            | –                            | –                            | –                            | –                            | –                            | –                            | –                            | –                            | –                            | –                            | –                            | –                            | Pohoda Ljubyt’               |
| 2021                                                    | „Inoplanetjane”                                             | 129                          | –                            | –                            | 110                          | –                            | 109                          | –                            | –                            | –                            | 449                          | 170                          | 71                           | 133                          | –                            | 98                           | –                            | –                            | –                            | –                            | –                            | –                            | –                            | 10                           | 22                           | –                            | –                            | –                            | 71                           | 13                           | –                            | –                            | –                            | –                            | Pohoda Ljubyt’               |
| 2021                                                    | „Kruszczowka”                                               | 13                           | 84                           | 118                          | 59                           | 69                           | 61                           | 100                          | 71                           | 53                           | 16                           | 62                           | 37                           | 27                           | –                            | 117                          | –                            | –                            | –                            | –                            | –                            | –                            | 39                           | –                            | –                            | –                            | –                            | –                            | –                            | –                            | 24                           | –                            | –                            | –                            | Pohoda Ljubyt’               |
| 2021                                                    | „Passażiry”                                                 | 125                          | –                            | –                            | –                            | –                            | –                            | –                            | –                            | –                            | –                            | 81                           | –                            | –                            | –                            | –                            | –                            | –                            | –                            | –                            | –                            | –                            | –                            | –                            | –                            | –                            | –                            | –                            | –                            | –                            | –                            | –                            | –                            | –                            | Pohoda Ljubyt’               |
| 2021                                                    | „Ser’je tuczi”                                              | –                            | –                            | –                            | –                            | –                            | –                            | –                            | –                            | –                            | –                            | 146                          | –                            | –                            | –                            | –                            | –                            | –                            | –                            | –                            | –                            | –                            | –                            | –                            | –                            | –                            | –                            | –                            | –                            | –                            | –                            | –                            | –                            | –                            | Pohoda Ljubyt’               |
| 2021                                                    | „Ferrari”                                                   | –                            | –                            | –                            | –                            | –                            | –                            | –                            | –                            | –                            | –                            | 124                          | –                            | –                            | –                            | 4                            | –                            | –                            | –                            | –                            | –                            | –                            | –                            | –                            | –                            | –                            | –                            | –                            | –                            | –                            | –                            | –                            | –                            | –                            | Pohoda Ljubyt’               |
| 2021                                                    | „Motylki”                                                   | –                            | –                            | –                            | 166                          | –                            | –                            | –                            | –                            | 122                          | 61                           | –                            | –                            | 66                           | –                            | –                            | –                            | –                            | –                            | –                            | –                            | –                            | –                            | –                            | –                            | –                            | –                            | –                            | –                            | –                            | –                            | –                            | –                            | –                            | –                            |
| 2021                                                    | „Prowoda”                                                   | 22                           | –                            | –                            | 65                           | –                            | 73                           | –                            | –                            | 117                          | 27                           | 73                           | 111                          | 36                           | 185                          | –                            | –                            | –                            | –                            | –                            | –                            | –                            | –                            | –                            | –                            | –                            | –                            | –                            | –                            | –                            | –                            | –                            | –                            | –                            | –                            |
| 2021                                                    | „Mne 20”                                                    | 62                           | –                            | –                            | 57                           | –                            | 114                          | –                            | –                            | –                            | 69                           | 200                          | 200                          | 101                          | –                            | 4                            | –                            | –                            | 47                           | –                            | 133                          | –                            | –                            | –                            | –                            | –                            | –                            | 19                           | –                            | 32                           | –                            | –                            | –                            | –                            | –                            |
| 2021                                                    | „Ostaw men’ja odnu”                                         | 25                           | –                            | –                            | 32                           | 127                          | 76                           | –                            | –                            | –                            | 39                           | –                            | –                            | 73                           | –                            | –                            | –                            | –                            | –                            | 5                            | –                            | –                            | –                            | –                            | –                            | –                            | –                            | –                            | 83                           | –                            | –                            | –                            | –                            | –                            | Patsanki (ścieżka dźwiękowa) |
| 2021                                                    | „Piter - Vladiwostok”                                       | –                            | –                            | –                            | –                            | –                            | –                            | –                            | –                            | –                            | –                            | 36                           | –                            | –                            | –                            | –                            | –                            | –                            | –                            | –                            | –                            | –                            | –                            | –                            | 27                           | –                            | –                            | –                            | –                            | 8                            | –                            | –                            | –                            | –                            | Valerie                      |
| 2021                                                    | „Wirażi”                                                    | –                            | –                            | –                            | –                            | –                            | –                            | –                            | –                            | –                            | –                            | –                            | –                            | –                            | –                            | 1                            | –                            | –                            | –                            | –                            | –                            | –                            | –                            | –                            | –                            | –                            | –                            | –                            | –                            | –                            | –                            | –                            | –                            | –                            | Valerie                      |
| 2021                                                    | „Fonari”                                                    | –                            | –                            | –                            | –                            | –                            | –                            | –                            | –                            | –                            | –                            | 99                           | –                            | –                            | –                            | –                            | –                            | –                            | –                            | –                            | –                            | –                            | –                            | –                            | –                            | –                            | –                            | –                            | –                            | –                            | –                            | –                            | –                            | –                            | Valerie                      |
| 2021                                                    | „Origami”                                                   | 15                           | 137                          | –                            | 88                           | 168                          | 102                          | –                            | –                            | 89                           | 50                           | 100                          | 8                            | 113                          | 85                           | –                            | –                            | –                            | –                            | –                            | –                            | –                            | –                            | –                            | –                            | –                            | –                            | –                            | –                            | –                            | –                            | –                            | –                            | –                            | Valerie                      |
| 2021                                                    | „Szmotki”                                                   | –                            | –                            | –                            | –                            | –                            | –                            | –                            | –                            | –                            | 139                          | 122                          | –                            | –                            | –                            | –                            | –                            | –                            | –                            | –                            | –                            | –                            | –                            | –                            | –                            | 21                           | –                            | –                            | –                            | –                            | –                            | –                            | –                            | –                            | Valerie                      |
| 2021                                                    | „L’jubit’ teb’ja”                                           | –                            | –                            | –                            | –                            | –                            | –                            | –                            | –                            | –                            | –                            | –                            | –                            | –                            | –                            | 2                            | –                            | –                            | –                            | –                            | –                            | –                            | –                            | –                            | –                            | –                            | –                            | –                            | –                            | –                            | –                            | –                            | –                            | –                            | Valerie                      |
| 2021                                                    | „Palata nomer 2”                                            | –                            | –                            | –                            | –                            | –                            | –                            | –                            | –                            | –                            | –                            | 97                           | –                            | –                            | –                            | 1                            | –                            | –                            | –                            | –                            | –                            | –                            | –                            | –                            | –                            | –                            | –                            | –                            | –                            | –                            | –                            | –                            | –                            | –                            | Valerie                      |
| 2021                                                    | „Ja prosto wypala”                                          | 86                           | –                            | –                            | –                            | –                            | –                            | –                            | –                            | –                            | –                            | –                            | –                            | –                            | –                            | –                            | –                            | –                            | –                            | –                            | –                            | –                            | –                            | –                            | –                            | –                            | –                            | –                            | –                            | –                            | –                            | –                            | –                            | –                            | Valerie                      |
| „–” oznacza, że utwór nie był notowany na danej liście. |                                                             |                              |                              |                              |                              |                              |                              |                              |                              |                              |                              |                              |                              |                              |                              |                              |                              |                              |                              |                              |                              |                              |                              |                              |                              |                              |                              |                              |                              |                              |                              |                              |                              |                              |                              |

## Nagrody i nominacje
| Rok  | Konkurs                      | Nominowana praca | Rezultat  | Źr.    |
| ---- | ---------------------------- | ---------------- | --------- | ------ |
| 2021 | Bloggers & Kids Music Awards | prosto Lera      | Nominacja | [ 60 ] |